# 186 Dollars to Freedom
Pour plus de détails, voir Fiche technique et Distribution.
186 Dollars to Freedom est un film américain réalisé par Camilo Vila, sorti en 2012.

## Synopsis
En 1980, un jeune surfeur californien est envoyé dans une prison politique péruvienne.

## Fiche technique
- Titre : 186 Dollars to Freedom
- Réalisation : Camilo Vila
- Scénario : Monty Fisher et Camilo Vila
- Musique : Roger Bellon
- Photographie : Henry Vargas
- Montage : Colleen Halsey et Richard Halsey
- Production : Monty Fisher, Alicia Rivera Frankl et Camilo Vila
- Société de production : City of Gardens, Four Fish Films et DragonTree Media
- Pays :  États-Unis et  Pérou
- Genre : Action et drame
- Durée : 101 minutes
- Dates de sortie : 
  -  Pérou : 1er octobre 2012

## Distribution
- John Robinson : Wayne
- Michael DeLorenzo : Gutierrez
- Alex Meraz : Nicaragua
- Johnny Lewis : Jorge
- Grant Bowler : Jesus Christ
- Paul Ramirez : Israel
- Deborah Kara Unger : le consul Powers
- Oscar Carrillo : Luna
- Nick Machado : Magoo
- Renzo Schuller : Chino
- Gustavo Mayer : Horna
- Luis Alberto Urrutia : Walter
- Coco Gutierrez : Aurelio

## Accueil
Le film a reçu un accueil défavorable de la critique. Il obtient un score moyen de 31 % sur Metacritic.